# Cleidogona margarita
Cleidogona margarita är en mångfotingart som beskrevs av Hoffman 1950. Cleidogona margarita ingår i släktet Cleidogona och familjen Cleidogonidae. Inga underarter finns listade i Catalogue of Life.